# Фредерік фон Ґабель

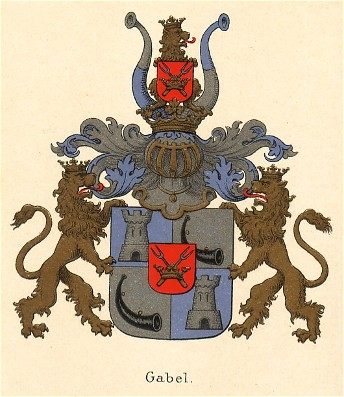
Герб родини Ґабель у Данському дворянському щорічнику 1893 року

Фредерік фон Ґабель (1640-ті, Бремен ? — 21 червня 1708, Копенгаген) — данський державний діяч і купець.

## Життя
Фредерік фон Ґабель — син Крістофера фон Ґабеля. Його точне місце народження невідоме, як і рік народження, але, ймовірно, це було в Бремені, коли там жив його батько.
І в історії Норвегії, і в історії Фарерських островів Фредерік фон Ґабель відіграє важливу роль як (віце) губернатор данської корони. На Фарерських островах люди все ще пам’ятають темні часи «Ґабельства», коли спочатку його батько, а потім він буквально володіли Фарерськими островами як феодали та монопольні торговці.

## Родина
25 квітня 1671 року в Крістіанії Фредерік фон Ґабель одружився з Анною Катрін Юуль (5 червня 1655, Стокгольм - 24 серпня 1707, Копенгаген), донькою віцегубернатора Норвегії Уве Юула цу Віллеструпа (1615–1686) та Кірстін Урне (1628–1672).
Він є батьком віцеадмірала Крістіана Карла фон Ґабеля (1679–1748).